# Lizières
Lizières település Franciaországban, Creuse megyében. Lakosainak száma 236 fő (2022. január 1.). Lizières Le Grand-Bourg, Noth, La Souterraine, Saint-Priest-la-Feuille és Saint-Priest-la-Plaine községekkel határos.

## Népesség
A település népességének változása:
| Lakosok száma | 355  | 313  | 303  | 260  | 288  | 272  | 268  | 251  | 240  | 236  |
|               | 1968 | 1982 | 1990 | 2006 | 2013 | 2015 | 2017 | 2019 | 2020 | 2022 |